# فهرست قلعه‌های استونی
این مقاله فهرست قلعه‌های کشور استونی را شامل می‌شود

## قلعه‌هایشوالیه‌های تتونیک
| تصویر | نام              | تاریخ ساخت | مکان         | وضعیت فعلی   |
| ----- | ---------------- | ---------- | ------------ | ------------ |
|       | قلعه هلمه        | قرن ۱۴     | هلمه         | تخریب شده    |
|       | قلعه کارکسی-نویا | قرن ۱۴     | کارکسی-نویا  | تخریب شده    |
|       | قلعه کیلا        | قرن ۱۵-۱۶  | کیلا، استونی | تخریب شده    |
|       | قلعه لایوسه      | قرن ۱۴     | لایوسوالیا   | تخریب شده    |
|       | قلعه ماسیلینا    | ۱۳۴۵       | ماسی         | تخریب شده    |
|       | قلعه هرمن        | ۱۲۵۶       | ناروا        | نیمه حفظ شده |
|       | قلعه پایده       | ۱۲۶۵-۱۲۶۶  | پایده        | نیمه حفظ شده |
|       | قلعه پولتساما    | ۱۲۷۲       | پولتساما     | تخریب شده    |
|       | قلعه پارنو       | ۱۲۶۵       | پارنو        | نیمه حفظ شده |
|       | قلعه راکوره      | قرن ۱۳     | راکوره       | نیمه حفظ شده |
|       | قلعه تومپئا      | قرن ۱۳     | تالین        | نیمه حفظ شده |
|       | قلعه تارواستو    | قرن ۱۳     | تارواستو     | تخریب شده    |
|       | قلعه تولسه       | ۱۴۷۱       | تولسه        | تخریب شده    |
|       | قلعه واسکناروا   | ۱۳۴۹       | واسکناروا    | تخریب شده    |
|       | قلعه ویلیاندی    | ۱۲۲۴       | ویلیاندی     | تخریب شده    |

## قلعه‌های اسقف‌نشینان دورپات
| تصویر | نام              | تاریخ ساخت  | مکان        | وضعیت فعلی |
| ----- | ---------------- | ----------- | ----------- | ---------- |
|       | قلعه کیرومپا     | قبل از ۱۳۲۲ | کیرومپا     | تخریب شده  |
|       | قلعه اوتپا       | ?           | اوتپا       | تخریب شده  |
|       | قلعه رونگو       | قرن ۱۴      | رونگو       | تخریب شده  |
|       | قلعه تارتو       | ?           | تارتو       | ?          |
|       | اوئه-کاسته       | قرن ۱۴      | وونو        | ?          |
|       | قلعه وانا-کاستره | قرن ۱۴      | وانا-کاستره | ?          |
|       | قلعه واستسلینا   | ۱۳۴۲        | واستسلینا   | تخریب شده  |

## قلعه‌های اسقف‌نشین‌های اوسل-ویک
| تصویر | نام          | تاریخ ساخت | مکان    | وضعیت فعلی   |
| ----- | ------------ | ---------- | ------- | ------------ |
|       | قلعه هاپسالو | قرن ۱۳     | هاپسالو | نیمه حفظ شده |
|       | قلعه کولوره  | قرن ۱۳     | کولوره  | نیمه حفظ شده |
|       | قلعه کورساره | دهه ۱۳۸۰   | کورساره | نیمه حفظ شده |
|       | قلعه لیهولا  | ۱۲۱۱       | لیهولا  | تخریب شده    |

## قلعه‌های اسقف‌نشین‌های روال
| تصویر | نام         | تاریخ ساخت | مکان   | وضعیت فعلی   |
| ----- | ----------- | ---------- | ------ | ------------ |
|       | قلعه کیویلو | ۱۴۱۳       | کیویلو | تخریب شده    |
|       | پورکونی     | ۱۴۷۹       | لیهولا | نیمه حفظ شده |

## دیگر قلعه‌ها
| تصویر | نام         | تاریخ ساخت   | مکان       | وضعیت فعلی   |
| ----- | ----------- | ------------ | ---------- | ------------ |
|       | قلعه آنگریا | در حدود ۱۴۰۰ | آنگریا     | تخریب شده    |
|       | قلعه یاروه  | ?            | یاروه      | تخریب شده    |
|       | قلعه کالوی  | ۱۴۸۵         | کالوی      | تخریب شده    |
|       | دژ کاویلدا  | ۱۳۵۴         | مویسانورمه | تخریب شده    |
|       | قلعه کیو    | ۱۵۲۰         | کیو        | نیمه حفظ شده |
|       | قلعه پورتسه | قرن ۱۶       | پورتسه     | نیمه حفظ شده |
|       | قلعه وائو   | قرن ۱۴       | وائو       | نیمه حفظ شده |
|       | قلعه وانا   | ۱۳۲۵         | وانا       | تخریب شده    |